# Herman Adriaan van Karnebeek

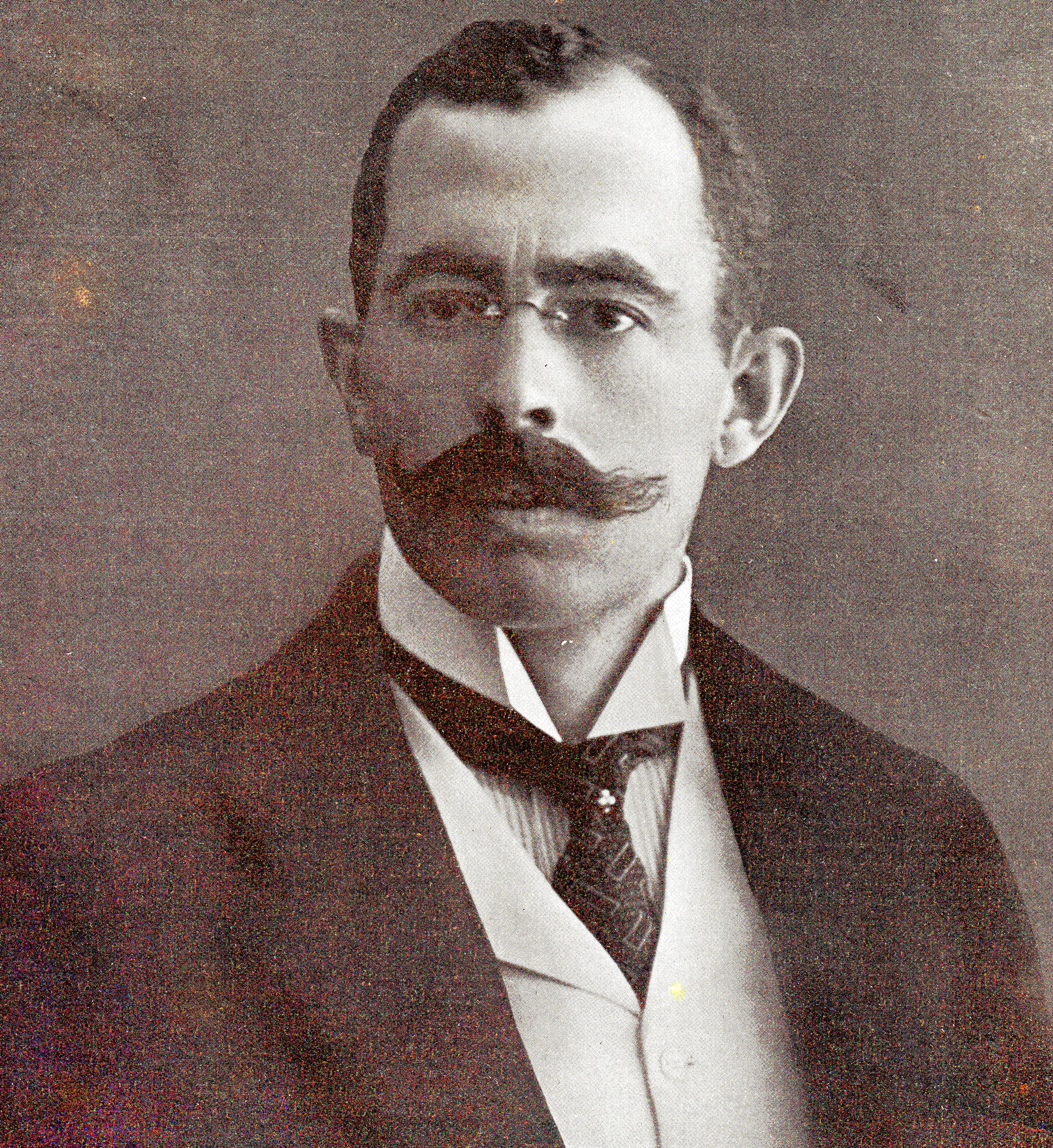
Herman Adriaan van Karnebeek

Herman Adriaan van Karnebeek (* 21. August 1874 in Den Haag; † 29. März 1942 ebenda) war ein niederländischer Diplomat und Minister.
Karnebeek war ein entschiedener Fürsprecher der niederländischen Unabhängigkeitspolitik und wird von Niederländern häufig als ihr bester Außenminister genannt.

## Familie und Ausbildung
Karnebeek trat als ältester von drei Söhnen des Politikers und Diplomaten Abraham van Karnebeek und dessen Frau Maria Petronella Rochussen in die beruflichen Fußstapfen des Vaters. Nach dem Besuch des Gymnasiums Haganum in Den Haag studierte er von 1892 bis 1900 Rechtswissenschaften in Leiden und Staatswissenschaften in Utrecht, wo er 1900 mit „De 'Costa Rica packet'-arbitrage“ cum laude promovierte. Die Costa Rica packet war ein britisches Schiff gewesen, dessen Kapitän 1888 vor Makassar ein malaiisches Boot mit Handelswaren beschlagnahmte.
Am 20. November 1902 heiratete er in Den Haag die Baroness Adriana Justine Civile van Wassenaar van Rosande, mit der er vier Söhne hatte.

## Karriere
Durch Einflussnahme des Vaters erhielt er von 1899 bis 1901 eine erste Anstellung als Sekretär bei der Ersten Haager Friedenskonferenz. Danach schlug er die Laufbahn des Diplomatischen Dienstes ein und war von 1901 bis 1911 im niederländischen Kolonialamt in der Abteilung Justiz, Bildung, Kultur und Industrie als Verwaltungssekretär tätig, wo er 1904 zum Referenten und 1908 zum Leiter seiner Abteilung befördert wurde. Auch an der Zweiten Haager Friedenskonferenz 1907 nahm er teil.
Am 1. August 1911 wurde der zwar parteilose, aber mit den Frei-Liberalen sympathisierende van Karnebeek zum Bürgermeister von Den Haag gewählt. Bei der Kabinettsbildung Ruijs de Beerenbrouck von 1918 wurde er zum Außenminister ernannt. 1920 lehnt er es ab, den sich im niederländischen Exil aufhaltenden deutschen Kaiser an die Siegermächte des Versailler Vertrags auszuliefern. Auch dem zweiten Kabinett Ruijs de Beerenbroucks von 1922 bis 1925, dem Kabinett Colijn 1925 bis 1926 und bis 1927 dem Kabinett de Geer gehörte er als Außenminister an, trat aber am 1. April 1927 zurück, weil die Erste Kammer einen Vertrag mit Belgien über den Bau eines Rhein-Schelde-Kanals verhinderte, den er als sein Lebenswerk betrachtete. Sein Nachfolger wurde Frans Beelaerts van Blokland.
1927 wurde ihm der Ehrentitel eines Staatsministers verliehen.
Vom 1. März 1928 bis 29. März 1942 war er Königlicher Kommissar in der Provinz Südholland (In den Niederlanden führt der Vorsitzende des Kabinetts in den Provinzen (Gedeputeerde Staten) den Titel „Königlicher Kommissar“ (Commissaris van de Koningin). Sein Rang entspricht in etwa dem eines Gouverneurs.) .
Am 28. Mai 1937 wurde er – nach Beendigung einer Handelsmission nach Südamerika – zum Kommandeur im Orden vom Niederländischen Löwen ernannt.